# Sylte, Fjords kommun
Sylte (eller Valldal) är en kyrkby och tidigare tätort i Fjords kommun i Møre og Romsdal fylke i västra Norge. Orten ligger vid älven Valldølas mynning, där fylkesväg 63 möter fylkesväg 5930, på norra sidan av Norddalsfjorden. Här finns Sylte kyrka.
Tidigare har orten utgjort centralort i dåvarande Norddals  kommun.

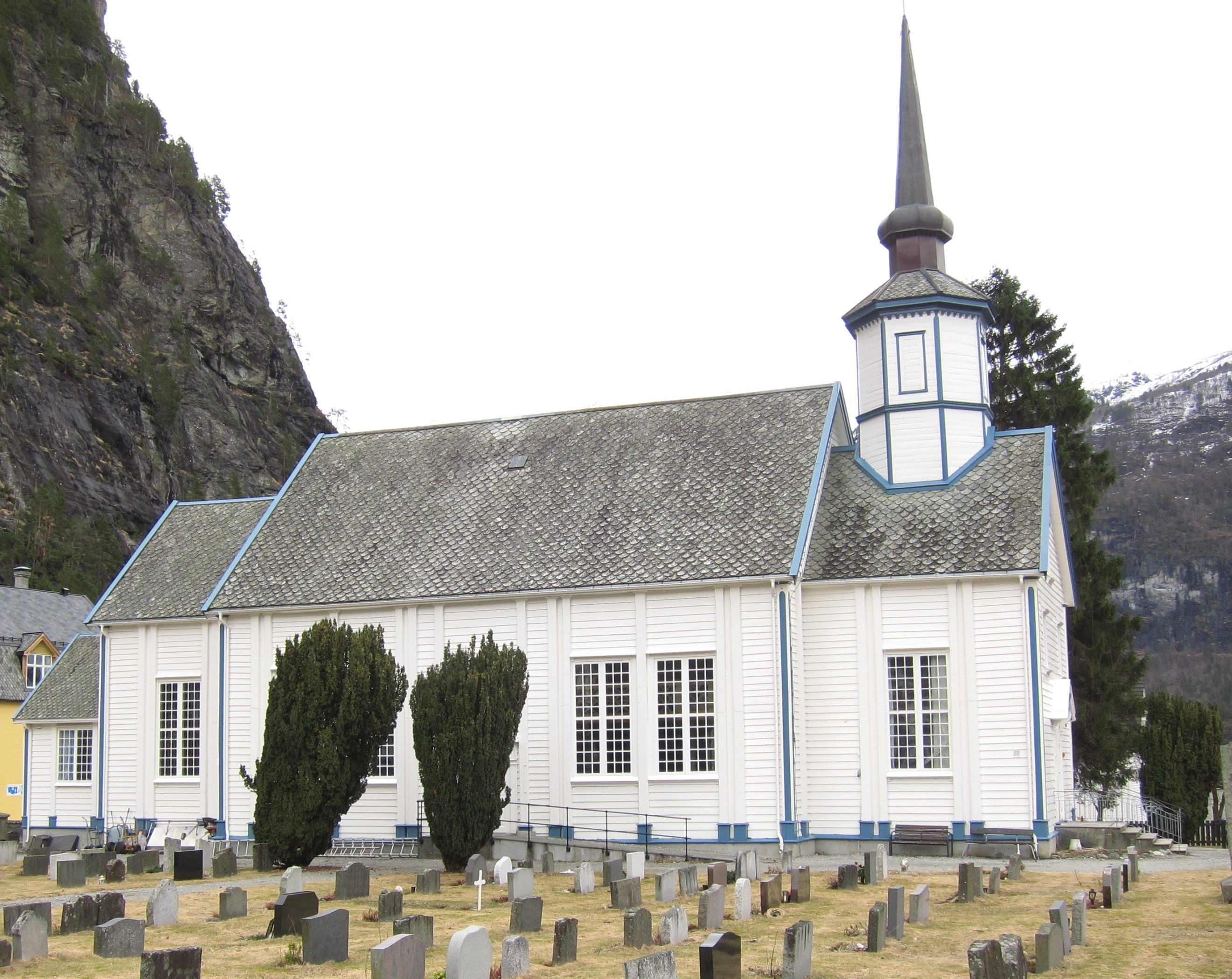
Sylte kyrka.